# A Sétima Profecia
A Sétima Profecia  (em inglês:  The Seventh Sign) é um filme de terror e suspense estadunidense de 1988 dirigido por Carl Schultz.

## Sinopse
Ao redor do mundo estão aparecendo sinais do fim dos tempos, assim como está no Apocalipse, que parecem estar vindo com o surgimento de um misterioso andarilho. Padre Lucci (Peter Friedman), um emissário do Vaticano, tem a missão de investigar as ocorrências e as considera como fatos normais. Entretanto Abby Quinn (Demi Moore), uma jovem americana, tem razão para temer que elas são reais, já que o desenrolar dos eventos pode significar desgraça para o filho dela, que ainda esta para nascer. Abby está determinada afazer qualquer coisa para evitar o fim do mundo, inclusive dar sua vida, pois este foi o desafio que lhe fez o andarilho.